# Gluri-Suter-Huus

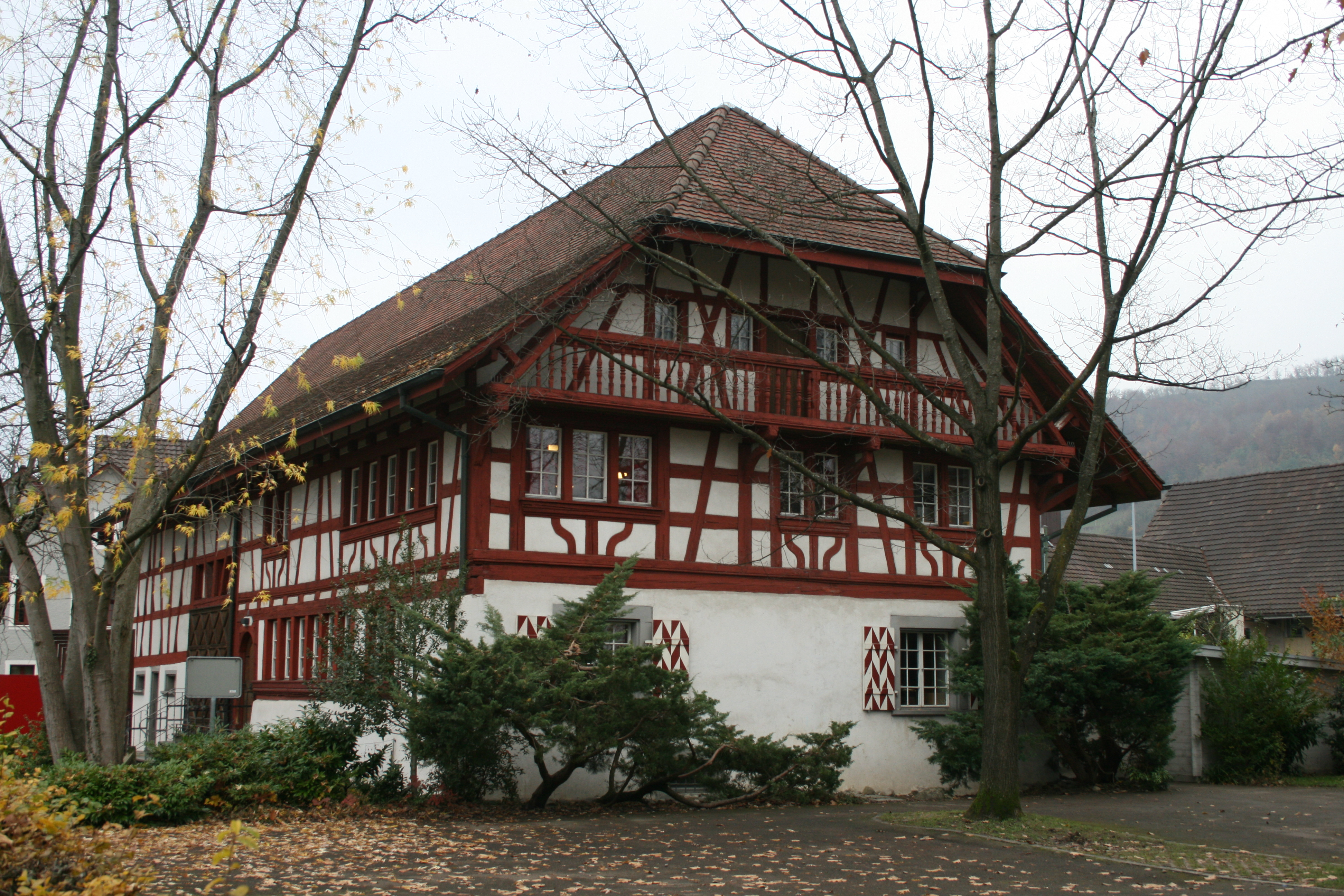
Gluri-Suter-Huus

Das Gluri-Suter-Huus ist ein unter Schutz stehendes Riegelhaus im aargauischen Wettingen in der Schweiz. Es liegt im alten Dorfkern und gehört der Gemeinde. Seit 1972 nutzt sie das Haus als Galerie. Ausserdem beherbergt es zwei Kindergärten und im Keller ist das Figurentheater Wettingen beheimatet.

## Geschichte
Das Haus wurde 1741 im Stil eines Weinbauernhauses des Zürcher Unterlands erbaut. Ursprünglich war es im Besitz der Familie Huser und kam durch Einheirat um 1900 an Leon Suter-Huser, nach dessen Familie es seinen heutigen Namen trägt. Seit 1963 steht es unter kantonalem Schutz.